# Parafia Chrystusa Dobrego Pasterza w Białych Błotach
Parafia Chrystusa Dobrego Pasterza w Białych Błotach – rzymskokatolicka parafia w dekanacie Białe Błota diecezji bydgoskiej.

## Zasięg
Parafia obejmuje jedynie miejscowość Białe Błota.

## Historia
Do 1924 kościołem parafialnym dla Białych Błot była fara bydgoska, a następnie po podziale parafii farnej – kościół Świętej Trójcy w Bydgoszczy. W latach 1946–1980 miejscowość należała do parafii pw. Matki Boskiej Bolesnej w Cielu. 
Budowę domu katechetycznego wraz z kaplicą rozpoczęto w 1977, a pierwszą mszę świętą w nowo wybudowanej kaplicy odprawiono we wrześniu 1978. 1 października 1978 roku został utworzony w Białych Błotach ośrodek duszpasterski. Uroczystość poświęcenia kaplicy i nadania wezwania Chrystusa Dobrego Pasterza przypada na rok 1979. 
1 października 1980 kardynał Stefan Wyszyński erygował w Białych Błotach parafię Chrystusa Dobrego Pasterza. Pierwszym proboszczem został mianowany ks. Włodzimierz Reformat. W 1988 otrzymano pozwolenie na budowę kościoła. Budowa świątyni trwała od 1989 do 2000 roku. W 2001 biskup Bogdan Wojtuś dokonał poświęcenia kościoła. 
25 marca 2004 parafia znalazła się w strukturach nowo powstałej Diecezji Bydgoskiej, a 1 września 2008 biskup bydgoski Jan Tyrawa erygował dekanat Białe Błota.